# Langelandsbrug
De Langelandsbrug (Deens: Langelandsbroen) is een brug bij Rudkøbing in Denemarken. De brug verbindt sinds 10 november 1962 de eilanden Langeland en Siø met elkaar. 
Over de brug loopt de Primærrute 9. Deze weg loopt van Odense op Funen naar Nykøbing Falster op Falster.